# Julia Tuttle
Julia DeForest Tuttle (née Sturtevant), née le 22 janvier 1849  à Cleveland dans l'Ohio et morte le 14 septembre 1898 à Miami en Floride, est une femme d'affaires américaine qui possédait la propriété sur laquelle Miami, en Floride, a été construite. Pour cette raison, elle est appelée la « Mère de Miami ». Elle est la seule femme à avoir fondé ce qui allait devenir une grande ville américaine.